# Muhammad Mohaqiq
Haji Muhammad Mohaqiq (né en 1955) est un homme politique et un chef de guerre afghan. C'est un membre prééminent du parti chiite Hezb-e Wahdat-e Islami (Parti de l’unité islamique) fondé en 1989 à l'instigation de l'Iran. Il a participé à la lutte anti-taliban aux côtés de Mohammad Ostâd Atta et du général Anwari et à l'automne 2001, aux opérations autour de Mazar-e-Charif. Il devient ministre de la Planification du gouvernement de transition et se présente à l'élection présidentielle de 2004 où il recueille environ 12 % des suffrages exprimés.